# Роботизована журналістика
Роботизована журналістика (автоматизована журналістика, автоматична журналістика або алгоритмічна журналістика)  — журналістика, в якій новинні статті генеруються комп’ютерними програмами. За допомогою програмного забезпечення штучного інтелекту (ШІ) історії створюються автоматично комп'ютерами, а не людьми-репортерами. Ці програми інтерпретують, систематизують і представляють дані зрозумілими для людини способами. Як правило, цей процес включає в себе алгоритм, який сканує великі обсяги наданих даних, вибирає з асортименту попередньо запрограмованих структур статей ключові точки, упорядковує їх і вставляє такі деталі, як імена, місця, суми, рейтинги, статистика та інші цифри. Вихід статті також може бути налаштований відповідно до певного голосу, тону або стилю.
Такі компанії, як Automated Insights, Narrative Science, United Robots і Yseop, розробляють і надають ці алгоритми новинним агентствам. Станом на 2016 рік лише кілька засобів масової інформації використовували роботизовану журналістику. Ранні послідовники включають постачальників новин, таких як Associated Press, Forbes, ProPublica і Los Angeles Times.
Через формульну природу автоматизації, ця сфера журналітики використовується, в основному, для матеріалів, заснованих на статистиці і числових даних. Загальні теми включають спортивні огляди, погоду, фінансові звіти, аналіз нерухомості та огляди доходів. StatSheet - онлайн-платформа, присвячена баскетболу в коледжі, повністю роботизована. Associated Press почав використовувати автоматизацію для охоплення 10 000 ігор в Малій бейсбольній Лізі щорічно, використовуючи Програму від Automated Insights і статистику від MLB Advanced Media. Крім спорту, Associated Press також використовує автоматизацію для створення історій про корпоративні доходи. У 2006 році Thomson Reuters оголосили про свій перехід на роботизацію для створення фінансових новин на своїй онлайн-платформі новин. Більше того, алгоритм під назвою Quakebot опублікував історію про землетрус в Каліфорнії 2014 року на сайті Los Angeles Times протягом трьох хвилин після того, як струс припинився.
Роботизована журналістика іноді розглядається як можливість звільнити журналістів від рутинних репортажів, надаючи їм більше часу для виконання складних завдань. Це також дозволяє підвищити ефективність і скоротити витрати, полегшуючи фінансовий тягар, з яким стикаються багато новинних організацій. Тим не менш, роботизована журналістика також сприймається як загроза авторству і якості новин, й перешкоджає зайнятості в галузі.

## Переваги

### Швидкість
Репортери-роботи створені для виробництва великої кількості інформації на більш високих швидкостях. Associated Press оголосив, що їх використання автоматизації збільшило обсяг звітів про доходи від клієнтів більш ніж у десять разів. Використовуючи програмне забезпечення Automated Insights і інших компанії можуть випускати статті обсягом від 150 до 300 слів, в той же час журналістам доводиться збирати цифри і готувати інформацію. Автоматизуючи рутинні історії та завдання, журналістам обіцяють більше часу на складні завдання, такі як журналістські розслідування та поглиблений аналіз подій.
Франческо Марконі з Associated Press заявив, що завдяки автоматизації інформаційне агентство звільнило 20 відсотків часу журналістів, щоб зосередитися на проектах з більш високою віддачею.

### Вартість
Роботизована журналістика дешевше, тому що більше контенту може бути вироблено за менший час. Це також знижує вартість робочої сили для новинних організацій. Скорочення людських ресурсів означає менші витрати на заробітну плату, оплачувану відпустку, відпустку та страхування зайнятості. Автоматизація служить інструментом скорочення витрат для новинних агентств, які відчувають труднощі з обмеженим бюджетом, але при цьому хочуть зберегти обсяг і якість їх освітлення.

## Критика

### Авторство
В автоматизованих новинах, розповідях, статтях часто виникає плутанина щодо того, кого слід вважати автором. Кілька учасників дослідження алгоритмічного авторства   приписали кредит програмісту; інші сприймали організацію новин як автора, підкреслюючи спільний характер роботи. Крім того, у читача немає можливості перевірити, чи була стаття написана роботом або людиною, що піднімає питання прозорості, хоча такі проблеми виникають також і щодо визнання авторства між людьми .

### Якість і правдоподібність
Побоювання з приводу сприйманої достовірності роботизованих новин нічим не відрізняються від побоювань з приводу сприйманої достовірності новин в цілому. Критики сумніваються в тому, що алгоритми «справедливі і точні, вільні від суб'єктивності, помилок або спроб впливу». Знову ж таки, ці проблеми, що стосуються справедливості, точності, суб'єктивності, помилок і спроб впливу або пропаганди, також були присутні в статтях, написаних людьми протягом більше ніж тисяча років. Також зазначається, що машини не замінюють людські здібності, такі як творчість, гумор і критичне мислення. На цьому етапі одні комп'ютери не мають можливості писати історії з точки зору емоцій, ретельного аналізу і дивовижних спостережень.
Однак у міру розвитку технології мета полягає в тому, щоб імітувати людські характеристики. Коли британська газета Guardian використовувала ШІ для написання цілої статті у вересні 2020 року, коментатори відзначили, що ШІ все ще покладається на людський редакційний контент. Остін Танні, керівник відділу штучного інтелекту в Kainos, сказав: "The Guardian отримала три або чотири різних статті і поєднала їх разом. Вони також дали йому вступний абзац. Це не применшує того, що є. Вона була написана ШІ, але в ній була людська редакція." 
Крім людської оцінки, в даний час існує безліч алгоритмічних методів для ідентифікації машинно-написаних статей , хоча деякі статті можуть все ще містити помилки, які очевидні для людини, щоб ідентифікувати, що вони можуть іноді отримувати кращі результати з цими автоматичними ідентифікаторами, ніж статті, написані людиною.

### Проблеми з працевлаштуванням
Серед побоювань з приводу роботизації - втрата роботи журналістами, оскільки видавці переходять на використання ШІ. У 2014 році щорічний перепис Американського товариства редакторів новин оголосив, що газетна індустрія втратила 3800 штатних професійних редакторів.

### Залежність від платформ і технологічних компаній
Останнім часом з'явилася значна кількість досліджень про взаємозв'язок між компаніями-платформами, такими як Google і Facebook, і новинною індустрією, в яких дослідники вивчають вплив цих платформ на поширення і монетизацію новинного контенту, а також наслідки для журналістики і демократії. Деякі вчені поширили цей напрям думок на автоматизовану журналістику і використання штучного інтелекту в новинах. Наприклад, у статті 2022 року академіка Оксфордського університету Фелікса Саймона стверджується, що концентрація інструментів та інфраструктури штучного інтелекту в руках кількох великих технологічних компаній, таких як Google, Microsoft і Amazon Web Services, є значною проблемою для новинної індустрії, оскільки вона ризикує передати більше контролю цим компаніям і посилити залежність галузі від них.

## Думки щодо роботизованої журналістики
У статті Ніколь Бруно "Nieman Reports 2017" обговорюється питання про те, чи замінять машини журналістів, і розглядаються проблеми, пов'язані з концепцією роботизованої журналістської практики. Врешті-решт Бруно дійшла висновку, що ШІ буде допомагати журналістам, а не замінювати їх. "Ніяке автоматизоване програмне забезпечення або аматорський репортер ніколи не замінять хорошого журналіста", - сказала вона.

Однак у 2020 році Microsoft зробила саме це - замінила 27 журналістів на ШІ. Один із співробітників був процитований The Guardian: 
"Я проводжу весь свій час, читаючи про те, як автоматизація та ШІ заберуть всі наші робочі місця, і ось я тут – ШІ забрав мою роботу". 
Журналіст продовжував говорити, що заміна людей програмним забезпеченням була ризикованою, оскільки існуючі співробітники були обережні, щоб дотримуватися "дуже суворих редакційних рекомендацій", які гарантували, що користувачі не будуть представлені насильницьким або неналежним контентом при відкритті свого браузера.

Калум Чейз, який пише для Forbes, зазначає, що основні ЗМІ вже використовували штучний інтелект і автоматизацію в 2020 році, наводячи такі приклади, як соковижималка Бі-бі-сі і Кіборг Блумберга. Він процитував слова Кенна Кук'єра, старшого редактора журналу The Economist: 
"Ми не можемо бути в цьому впевнені...У століття друкарської машинки ми не чіплялися за перо, так що і цьому чинити опір не варто. Це масштабна гра, яка обслуговує нішеві ринки, які в іншому випадку не були б економічно ефективними".
Галузевий аналітик Тереза Коттам поставила під сумнів вплив ШІ на більш широку четверту владу, зазначивши, що такі суміжні галузі, як PR і AR, також повинні будуть змінитися, і запитала, як вони вплинуть на вплив ШІ, а не на вплив людини. Коттам зазначила, що розробляється технологія, що дозволяє не тільки повідомляти новини, а й формувати думку редакції. Вона не погодилася з висновком Бруно про те, що журналістам просто необхідно адаптуватися, сказавши: 
"Реальне питання полягає в тому, чи будуть навички хорошого журналіста, аналітика або піарника досить оцінені – чи забезпечать вони достатню сприйману додаткову вигоду, щоб виправдати виплату премії за затримку і витрати, пов'язані з наймом людей, а не ШІ".

## Реалізація роботизованої журналістики
- У травні 2020 року Microsoft оголосила, що ряд її журналістів MSN буде замінений роботизованою журналістикою.[25][26]
- 8 вересня 2020 року The Guardian опубліковала статтю, повністю написану нейронною мережею GPT-3, хоча опубліковані фрагменти були відібрані вручну редактором-людиною.[27]

### Роботизована журналістика в Україні
Явище використання автоматизації для написання новин — не нове. Але на даний час в Україні ситуація заміни журналістів роботами не набуває масового характеру. Передбачають, що збереження такої тенденції не відбудеться, й колись Україна теж буде активно застосовувати роботизовану журналістику.
Основні сегменти журналістики, де можна ефективно використовувати роботів-журналістів — це підготовка матеріалів, пов’язаних із обробкою великих та/чи швидкозмінних цифрових даних. Це, насамперед, фінансові ринки, спортивні змагання, погода, вибори.
З одного боку, журналістська робота стане більш творчою та складною, адже всю просту роботу забере робот. Але в той же час журналістика стане менш затребуваною — менше робочих місць, та й не всі журналісти хочуть писати аналітику. 
У відеожурналістику також можуть втрутитися роботи. Інформація, яку будуть оголошувати в кадрі, буде підготовлена штучним інтелектом.
Таким чином, так — роботи в якісь сферах замінять журналістів, але всіх замінити в найближчому майбутньому не зможуть. 
Згідно дослідженню “Штучний інтелект: Український вимір” від Інституту Горшеніна та групи компанії EVEREST значна кількість громадян (яких опитували) вважає, що штучний інтелект позитивно впливає на життя. Але 28,3% опитуванних вважають, що втручання роботів у сферу “ЗМІ, журналістика” є неприйнятим.
Є й інша точка зору. Разом із роботизованою журналістикою прийдуть проблеми з якістю новин. Річ у тому, що журналісти повинні дотримуватися професійних стандартів. Але не всі це роблять. Таким чином, якщо в алгоритми, за якими роботи будуть створювати новини, потрапить новина із порушенням етики та стандартів, то робити й далі стануть поширювати подібні новини і це поступово захопить світ.
Існує й третя позиція. Згідно моніторингу Львовських онлайн-ЗМІ, останнім часом інтернет-портали створюють свої новини на основі інших новин чи публікацій у соціальних мережах. Таким чином, люди просто беруть вже існуючі тексти журналістів, змінюють в них слова на синоніми й отримують готову новину.
Інститут масової інформації задає добре питання: 
Отже, зважаючи на все вищевказане, повернемося до питання – чи можна журналістів замінити роботами, якщо лише за скромними підрахунками 70-80% контенту сайтів – це  просто скопійовані і обрамлені тексти з інших джерел? Якщо ЗМІ перетворюються у ретранслятори інформації, то чому б редакціям не скинутися на розробку нового чи адаптацію до української та російської мови вже існуючого програмного забезпечення яке б “стягувало” і обрамлювало інформацію із зовнішніх ресурсів (сайти органів влади, соцмережі, інші новинні сайти, тощо)? Навряд чи це погіршить ситуацію в цілому.